# Habenaria occlusa
Habenaria occlusa är en orkidéart som beskrevs av Victor Samuel Summerhayes. Habenaria occlusa ingår i släktet Habenaria och familjen orkidéer. Inga underarter finns listade i Catalogue of Life.